# Bedżgard
Bedżgard (pers. بجگرد) – miejscowość w Iranie, w ostanie Isfahan. W 2006 roku  liczyła 1511 mieszkańców w 377 rodzinach.